# امانوئل زرد
امانوئل زرد (انگلیسی: Yellow Emanuelle) یک فیلم شهوانی درام به کارگردانی بیتو آلبرتینی است که در سال ۱۹۷۶ منتشر شد.

## بازیگران
- جوزپه پامبیری
- ایلونا استالر
- کلاودیو جُرجی
- ریک باتالیا
- چای لی